# 조중휘
조중휘(1989년 7월 28일 ~ )는 대한민국의 배우이다.

## 출연작

### 영화
- 《지구용사 벡터맨: 사탄 제국의 역습》 (1999년) - 정영웅 역
- 《나는 왜 권투 심판이 되려하는가》 (2000년) - 진수 역
- 《6월의 일기》 (2005년) - 강상근 역
- 《우아한 세계》 (2007년) - 민철 역
- 《포화 속으로》 (2010년) - 학도병 방훈 역

### 드라마
- 《지구용사 벡터맨 2》 (KBS2, 1999년) - 정영웅 역
- 《TV로 보는 원작동화 - 꼬마 독재자》 (EBS1, 2002년) - 태진 역
- 《TV로 보는 원작동화 - 혜순이》 (EBS1, 2002년) - 성수 역
- 《TV로 보는 원작동화 - 아빠에게 여자가 생겼어요》 (EBS1, 2003년) - 동수 역
- 《TV로 보는 원작동화 - 마스크의 저주》 (EBS1, 2003년) - 김은호 역
- 《깡순이》 (EBS1, 2004년) - 조태일 역
- 《네 손톱 끝에 빛이 남아있어》 (EBS, 2004년)
- 《얼렁뚱땅 흥신소》 (KBS2, 2007년) - 고교생 2 (영두) 역

## 같이 보기
- 곽정욱
- 이홍기
- 장기범